# John R. Dilworth
Jonathan "John" Robert Dilworth (Nova Iorque, 14 de fevereiro de 1963) é um animador, roteirista e produtor estadunidense, responsável pela criação da série de animação Courage the Cowardly Dog, exibida pela Cartoon Network.